# 자이스 대형 천체투영관

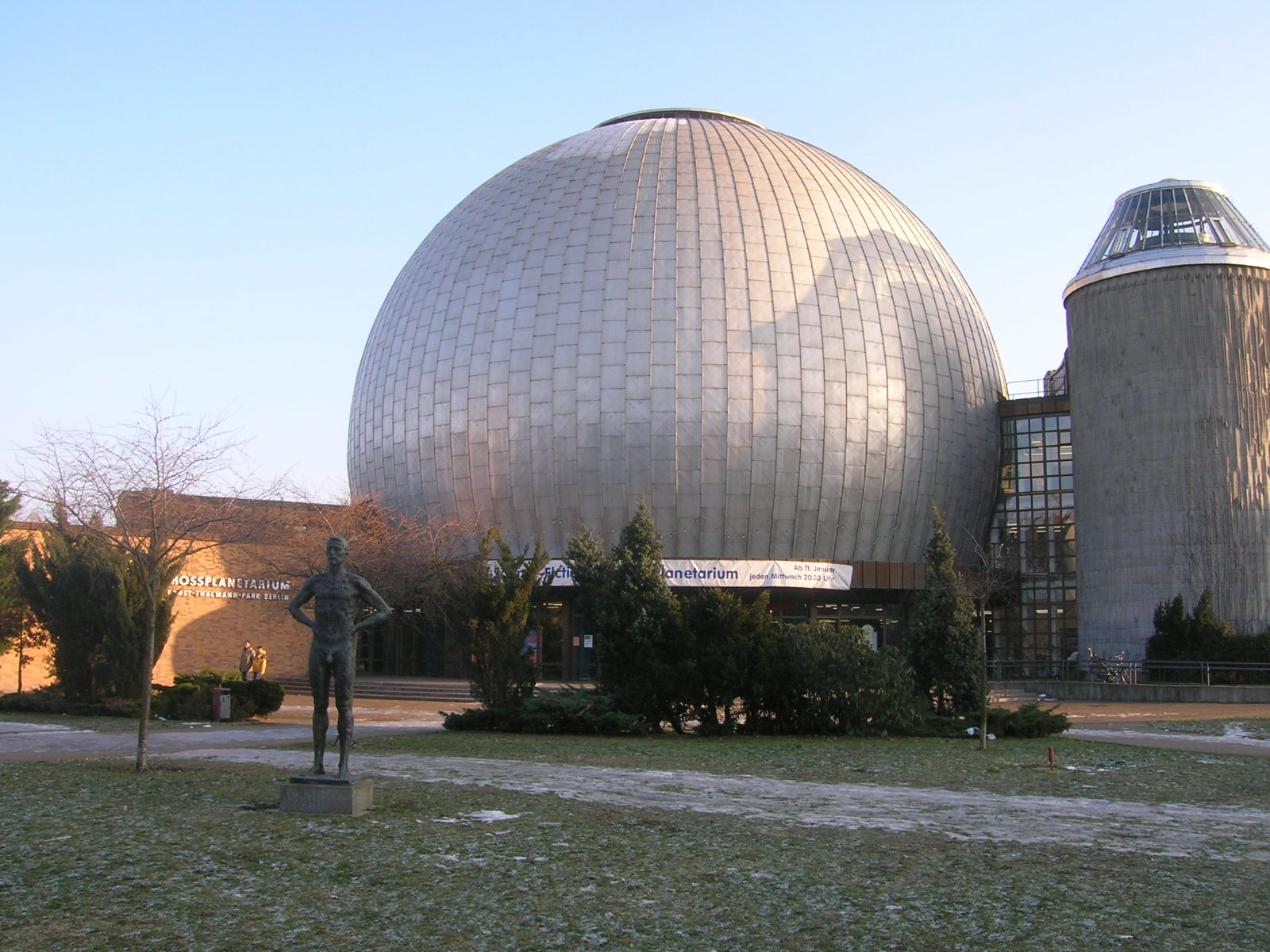
베를린 자이스 대형 천체투영관

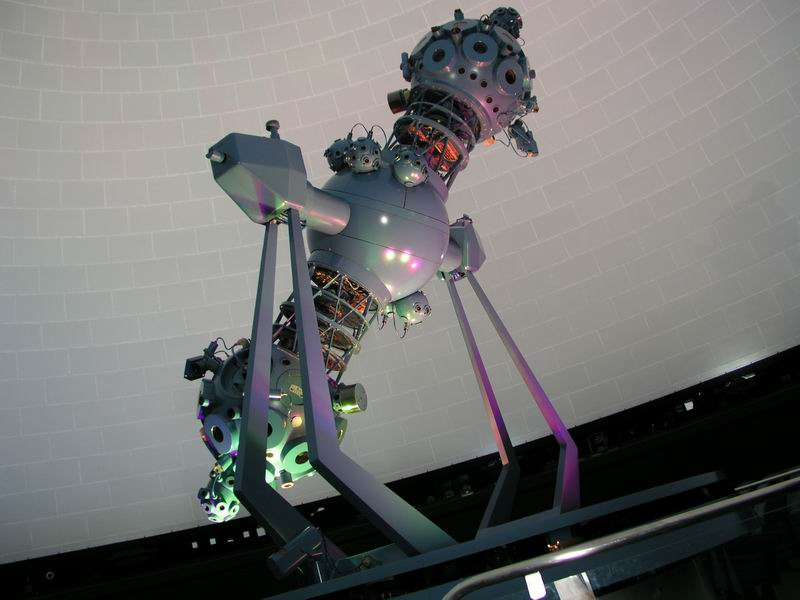
천체투영관의 이전 투영기 (2014년 철거)

자이스 대형 천체투영관(독일어: Zeiss-Großplanetarium, 영어: Zeiss Major Planetarium)은 베를린에 위치한 천체투영관으로, 유럽에서 가장 큰 근대 천체투영관 중 한 곳이다. 베를린 프렌츠라우어베르크 지역의 에른스트 텔만 공원 주택가 인근에서 1987년 처음 문을 열었다.
천체투영관 설립 계획은 1981년 이 지역의 오래된 가스 공사가 해체되며 시작되었다. 베를린 750주년을 맞이해 공산주의 정부는 고층 주거 건물로 이루어진 새로운 주택 단지 및 식당과 천체투영관을 갖춘 문화 중심지를 세울 수 있는 기회가 생겼다. 천체투영관은 베를린 아르헨홀트 천문대의 오래된 건물보다 더 크게 지어질 예정이었다. 건축가 에르하르트 깁케가 설계한 이 천체투영관은 1987년 10월 9일 개관하였다. 본관 돔의 직경은 23미터로, 현재 칼 자이스 AG의 유니버서리움 IX 플라네타륨 투영기를 갖추고 있다.
이 건물은 천문학 공연뿐만 아니라 292석을 갖춘 돔 홀에서 음악 연주회와 오디오 드라마가 열리는 "별이 빛나는 하늘 아래 오디오 극장"을 1995년부터 정기 운영하고 있다. 또한 160석 규모의 카페와 영화관도 갖추고 있다. 돔 홀에는 플라네타륨 투영기를 비롯해 100개의 슬라이드 투영기, 레이저 쇼 설비, 새로운 공연 제작을 위한 녹음 스튜디오를 포함한 음향 장비가 설치되어 있다. 이 천체투영관에는 매년 9만 명의 방문객이 다녀간다.

## 같이 보기
- 자이스 투사기 시리즈
- 예나 천체투영관